# Driving Wild
Driving Wild è un programma televisivo statunitense trasmesso su Discovery Channel negli Stati Uniti d'America, mentre in Italia su DMAX.

## Il programma
Il programma vede l'ex meccanico della McLaren Marc Priestley, in un viaggio lungo migliaia di chilometri. Utilizzerà le sue conoscenze tecniche collaborando con gli esperti di motori del luogo per costruire miglior veicoli rispetto alla concorrenza e cercare di vincere le originali gare, passando per vari mezzi di locomozione non convenzionali: dalla folkrace svedese, una gara fra vetture d’epoca sullo sterrato, alla drag racing cubana, una gara d’accelerazione a due ruote, fino alla long-tail boat racing, una gara acquatica sulle tipiche imbarcazioni thailandesi.